# К3R-N-Од Odissey Max
К3R-N-Од Odissey Max — трьохсекційний трамвайний вагон, який складається у вагоноремонтних майстернях КП «Одесаміськелектротранс». Офіційно дана модель трамваю оформлюється як модернізація вагону Татра Т3 з заміною кузова. Для складання трамваю замовляється новий кузов в місті Калуш, а система управління в Чехії через компанію «Політехносервіс». Всього було виготовлено 4 вагони. Курсують в місті Одеса. Трамвай є одним з найдовших в Україні. Трамвай є продовженням вагонів серії T3 КВП Од «Одіссей».

## Характеристики
Вагони мають 3 секції, перша та остання секції повністю високопідлогові. В середній секції розташовано сходи у низькопідлогову вставку. У трамваї 5 ширмових дверей, по 2 у першій та третій секціях і одна у середній.  Конструкція вагону ідентична трамваям KT3UA, що працюють у Києві та Кривому Розі. 
Вагони типу K3R-N Од є довшими на 60 см у порівнянні з п'ятисекційним трамваєм  Електрон Т5B64 . Разом з трамваєм KT4UA "Vinway" є одним з найдовших трамваїв України.
При збірці трамвай отримує 4 візки від вагонів Т3. 
Одним з недоліків трамваїв Одіссей-Макс є відсутність системи кондиціювання в салоні та кабіні водія Також пасажири іноді негативно відносять до недоліків трамваю розміри вікон у високопідлоговій частині вагону, які у точності відповідають розмірам вікна трамваїв Т3.  

## Історія
В вересні 2019 року зібрали перший трамвайний вагон Odissey Max, який отримав бортовий номер 4061. В жовтні 2019 року трамвайний вагон виїхав на вулиці міста задля тестування. 20 листопада 2019 року після випробувань перший трамвайний вагон вийшов на маршрут № 26.
На Різдво Христове 2020 року трамвай був святково вбраний в святкові гірлянди .
В вересні 2020 року до дня міста  зібрали і відправили на маршрут № 7 другий трамвайний вагон Odissey Max. Номер вагона 5010.
На Різдво Христове 2021 року трамваї даного типу взяли участь у традиційному різдвяному параді трамваїв. Для цього вагони були святково оформлені в святкові гірлянди і різдвяний вінок. В рамках параду вагон №4061 зробив 1 рейс маршрутом №26, а вагон №5010 - маршрутом №7, з проїздом центра міста до парку Шевченка. 
З січня по 22 березня 2021 року вагон № 4061 не курсував, але з 23 березня трамвай відновив роботу. В якості альтернативи курсували вагони Tatra T3 і К1.
В квітні 2021 року зібрали третій трамвайний вагон. Номер вагона № 5020.. Як і вагон 5010, цей трамвай було відправлено у трамвайне депо 2 для роботи на маршруті №7 до селища Котовського. 5 травня 2021 року почалася регулярна експлуатація вагону 5020 на вказаному маршруті у години пік.    
В червні 2021 року у парку ім. Т.Г. Шевченка стартував другий Міжнародний екофестиваль. Одним з учасників заходу стало комунальне підприємство «Одесаміськелектротранс», яке представило низькопідлогову секцію вагона № 5020. Також поряд був споруджений макет кабіни вагону «Odissey» з використанням справжнього пульту, що викликав інтерес серед відвідувачів фестивалю. . Вже 9 червня вагон було заново зібрано і повернуто на лінію.     
21 червня 2022 року перший трамвайний вагон №4061 було переведено разом з частиною інших вагонів депо №1 до депо №2. Переведення вагона відбулось в рамках підготовки 1 етапу запуску маршруту Північ-Південь від вул. Паустовського до Старосінної площі через центр міста[джерело?].      
У зв'язку з просіданням колій на узвозі Маринеска  з квітня 2023 року експлуатація трамваїв К3R-N-Од була тимчасово припинена. З 23.10.2023 трамваї з бортовими номерами №5010 та №4067 повернулись на вулиці міста, вийшовши на трамвайний маршрут №5. Для цього було виконано передачу вагонів Одіссей-Макс у депо №1 для експлуатації на інших міських маршрутах, поки ситуація з узвозом Маринеска не стабілізується , а обмеження щодо експлуатації даної моделі вагонів на маршруті №7 не будуть відмінені.       

## Експлуатація
| Номер вагона | Номер маршруту | Сполучення | Депо  | Фото | Рік будівництва |
| ------------ | -------------- | --- | ----- | ---- | --------------- |
| 4061         | 26, 7, 5       | Вулиця Паустовського (Таврія В) — 16-та станція Люстдорфської дороги Аркадія — Автовокзал                                                | 1⇒2⇒1 |      | 2019            |
| 4067         | 7, 5, 10       | Вулиця Паустовського (Таврія В) — 16-та станція Люстдорфської дороги Аркадія — Автовокзал Старосінна площа - Вул. І. Рабіна              | 2⇒1   |      | 2022            |
| 5010         | 7, 5, 10, 17   | Вулиця Паустовського (Таврія В) — 16-та станція Люстдорфської дороги Аркадія — Автовокзал Куликове поле - 11-та станція Великого Фонтану | 2⇒1   |      | 2020            |
| 5020         | 7,17           | Вулиця Паустовського (Таврія В) — 16-та станція Люстдорфської дороги Куликове поле - 11-та станція Великого Фонтану                      | 2⇒1   |      | 2021            |